# Никифор Ксифий
Никифор Ксифий (греч. Νικηφόρος Ξιφίας; не позднее 980 — не ранее 1028, Студийский монастырь) — политический и военный деятель Византийской империи во времена правления Василия II Болгаробойцы.

## Биография
Происходил из малоазийской военной знати. Сын Алексея Ксифия, катепана Италии. Начал военную деятельность под началом отца приблизительно в 980 году, будучи совсем юным. Впоследствии оказался в балканской армии. Впервые упоминается в письменных источниках 999 года. В то время Византия вела длительную войну против Болгарского царства.
На 1002 год Никифор Ксифий уже имел звание протоспафария и возглавлял одну из фем (какую именно неизвестно). Совместно с патрикием Феодороканом совершил успешный поход на болгарские земли, захватив города Плиска, Преслав Большой и Преслав Малый и разграбил Добруджу, где поставил византийские гарнизоны. За этот успех был назначен стратегом фемы Филиппополь. В дальнейшем с переменным успехом воевал против болгар. До 1012 года занимал должность стратега Иоаннополя, фемы Фракия.
В 1014 году благодаря решительным и умелым действиям Никифора Ксифия византийское войско нанесло поражение силам болгарского царя Самуила в решающей битве при Клейдионе. За эту победу Ксифий получил титул патрикия. В 1015—1016 годах совместно с Константином Диогеном вернул Византии область Моглена в Болгарском царстве. В 1017—1018 годах Ксифий захватил область вокруг Триадицы, а затем занял территорию между Касторией и Сервией в Македонии.
В 1020 году назначен стратегом фемы Анатолик. Никифор Ксифий остался недоволен этим назначением, а также неучастием в походе на Кавказ. В 1021 году он сговорился с Никифором Фокой, вместе с которым поднял мятеж против императора Василия II. Восстание распространилось на значительную часть Малой Азии и обрело много сторонников в Константинополе. Но вскоре Ксифий поссорился с Фокой: они не могли решить, кто из них будет императором. После этого при личной встрече Никифор Ксифий приказал убить Никифора Фоку, в результате чего сторонники последнего оставили Ксифия. Вскоре он потерпел поражение от Феофилакта Далассина, который взял в плен и самого Ксифия.
Никифора Ксифия постригли в монахи и сослали на остров Антигони (Принцевы острова); его сторонники были казнены или сосланы. Содействовавший ему дворцовый евнух был отдан на съедение львам в императорском зверинце".
В 1026 году по приказу императора Константина VIII Ксифий был ослеплён. Он находился на Антигоне до 1028 года, когда был прощён новым императором Романом III. Ксифию было возвращено имущество и титул. Однако Ксифий отказался от участия в политике, поселившись в Студийском монастыре.